# Kheta Sarai
Kheta Sarai là một thị xã và là một nagar panchayat của quận Jaunpur thuộc bang Uttar Pradesh, Ấn Độ.

## Nhân khẩu
Theo điều tra dân số năm 2001 của Ấn Độ, Kheta Sarai có dân số 16.228 người. Phái nam chiếm 52% tổng số dân và phái nữ chiếm 48%. Kheta Sarai có tỷ lệ 50% biết đọc biết viết, thấp hơn tỷ lệ trung bình toàn quốc là 59,5%: tỷ lệ cho phái nam là 59%, và tỷ lệ cho phái nữ là 40%. Tại Kheta Sarai, 18% dân số nhỏ hơn 6 tuổi.